# كايلي بريانت
كايلي بريانت هي ممثلة وعارضة أزياء أمريكية ولدت في 1 نوفمبر 1997،في يونيو 2021 أعلنت بأنها كوير.